# تپه باغ رضوان چغابلک علی‌رضا
تپه باغ رضوان چغابلک علی رضا مربوط به عصر مس و سنگ - سده‌های متاخر دوران‌های تاریخی پس از اسلام است و در شهرستان کرمانشاه، بخش ماهیدشت، دهستان چغانرگس، شمال شرق جادهٔ آسفالته به چغابلک علی رضا واقع شده و این اثر در تاریخ ۷ اسفند ۱۳۸۶ با شمارهٔ ثبت ۲۱۷۲۶ به‌عنوان یکی از آثار ملی ایران به ثبت رسیده است.